# Stora Hamnskär
Stora Hamnskär (Fins: Iso Hamiskeri)  is een Zweeds eiland behorend tot de Haparanda-archipel. Het eiland ligt 15 kilometer ten zuiden van de plaats Haparanda. Het eiland heeft geen oeververbinding en op een enkele overnachtingplaats geen bebouwing. In het zuidoosten is Prokko, een voormalig zelfstandig eiland aan Stora Hamnskär vastgegroeid. Veel later is aan het westen Lilla Hamnskär vastgegroeid aan het grote eiland. Prokko en de landengte naar Stora Hamnskär behoren tot Natura 2000. Het is een van de weinige eilanden in de omgeving die meer dan 10 meter boven de zeespiegel uitsteken.
Stora Hamnskär betekent Groot eiland voor de haven.